# Jawad Issine
Jawad Issine, né le 21 janvier 1991 à Casablanca, est un footballeur marocain qui évolue au poste d'ailier gauche au MC Marrakech.

## Biographie
Jawad Issine, né à Casablanca, était un joueur de football de plage mais déçida de changer ce sport et d'être un footballeur alors il participa à une compétition qui découvre les jeunes talents nommé trophée de Gillette de football et l'emporta. Aziz Bouderbala qui était un des juges de cette compétition emmena Jawad Issine au centre de formation du Wydad de Casablanca. En 2011, il disputa son premier match avec l'équipe première, avant il jouait à l'équipe des jeunes. Puis Jawad rejoint le Raja de Casablanca avec un contrat de quatre ans, et il marqua son premier but avec les aigles verts lors d'un match de la Coupe du trône contre Rachad Bernoussi avec un magnifique tir de pied gauche. Avec le club du Raja de Casablanca, il participe à la Ligue des champions d'Afrique mais il n'arriva pas à trouver sa place comme titulaire pendant la saison 2014-2015. La saison suivante Issen signe un contrat avec Chabab Rif Al Hoceima.

## Carrière
- 2010-2014 :  Wydad de Casablanca
- 2014-2015 :  Raja de Casablanca
- 2015- :  Chabab Rif Al Hoceima[1]

## Palmarès
Wydad Athletic Club
- Championnat du Maroc de football
  - Vainqueur : 2010

- Ligue des Champions de la CAF
  - Finaliste  : 2011

## Distinction personnelle
- Trophée de Gillette des jeunes talents de football.